# Achères (Yvelines)

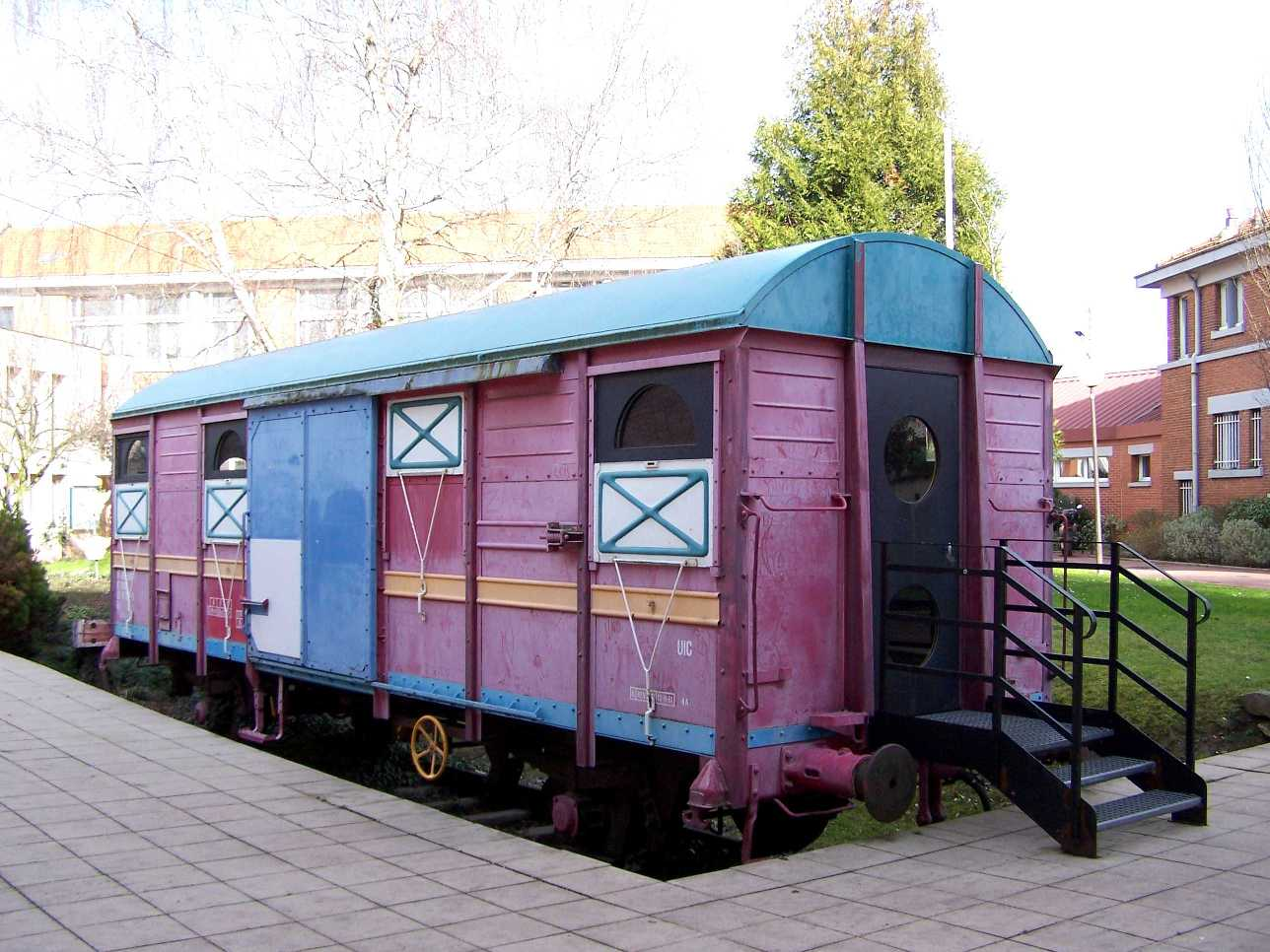
Vagón před radnicí

Achères je francouzská obec v departmentu Yvelines v regionu Île-de-France. Leží na levém břehu řeky Seiny u soutoku s Oise zhruba 24 km severozápadně od centra Paříže v severovýchodní části departementu Yvelines u hranic s departementem Val-d'Oise.

## Geografie
Sousední obce: Maisons-Laffitte, Saint-Germain-en-Laye, Poissy, Carrières-sous-Poissy, Andrésy, Conflans-Sainte-Honorine, Herblay a La Frette-sur-Seine.

## Historie
Území dnešního města bylo osídleno již v neolitu. Ve středověku se zde rozkládala dvě panství, která byla spojena v roce 1525.
Oblast kolem Achères nemohla být dlouho kvůli záplavám na Seině využívána k zemědělství. Proto byla v letech 1847-1855 vybudována 6 km dlouhá hráz mezi mosty u Conflans-Sainte-Honorine a Poissy. V letech 1852 a 1866 zde proběhly epidemie cholery. A okraji obce bylo v roce 1882 vybudováno nákladové nádraží, které je již uzavřeno. Na památku významu nákladní železniční dopravy pro obec byl před radnicí umístěn nákladní vůz. V letech 1898 a 1899 se v Achères konaly rychlostní závody elektromobilů, které vypsal automobilový časopis La France Automobile. První rychlostní rekord vytvořil Francouz Gaston de Chasseloup-Laubat (63 km/h), kterého překonal Belgičan Camille Jenatzy (105 km/h).
Během nepokojů ve Francii v roce 2005 došlo i v Achères k podpalování automobilů.

## Vývoj počtu obyvatel
Počet obyvatel

## Ekonomika
Ve 30. letech 20. století byla u Achères vybudována čistírna odpadních vod, která je hlavním zařízením na čištění odpadních vod, které sem přivádějí pařížské stoky. Dnes se rozkládá na ploše 800 ha.

## Doprava
Achères má s Paříží spojení prostřednictvím příměstské železnice RER A a Transilien do stanice Saint-Lazare. Dálnici A14 v sousední obci Poissy spojuje dálniční přivaděč. Kolem Achères vede národní silnice N184.